# HMS Repulse (1916)
HMS Repulse byl britský bitevní křižník třídy Renown. Loď byla postavena během první světové války, v meziválečné době byla rozsáhle modernizována a nakonec potopena leteckým útokem za druhé světové války.

## Operační služba

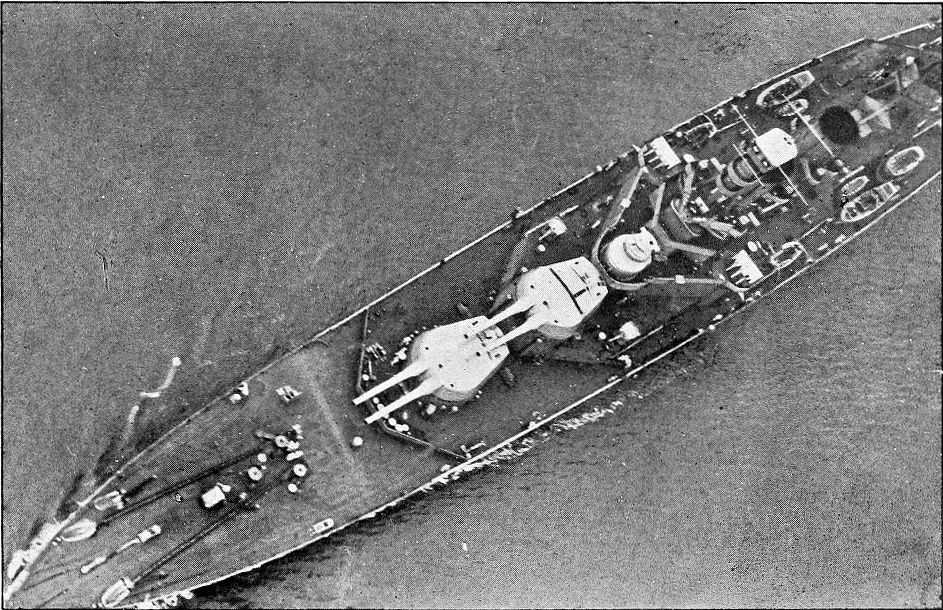
Repulse v roce 1918

### První světová válka
První bojovou akcí lodi byla druhá bitva u Helgolandské zátoky. 

### Meziválečná doba
V meziválečné době byla loď dvakrát modernizována. První modernizace proběhla v letech 1918–1920. Byla během ní zabudována protitorpédová obšívka, boční 152mm pancéřový pás byl posunut výše a nahrazen silnějším 229mm silným pásem. Zesíleny byly také slabě pancéřované paluby, tradičně zranitelné místo britských bitevních křižníků. Druhá modernizace proběhla v letech 1933–1936. Pancéřové paluby byly opět zesíleny, byly změněny nástavby, zesílena protiletadlová výzbroj a Repulse také dostal katapult a dva hangáry do prostoru za druhý komín.

### Druhá světová válka

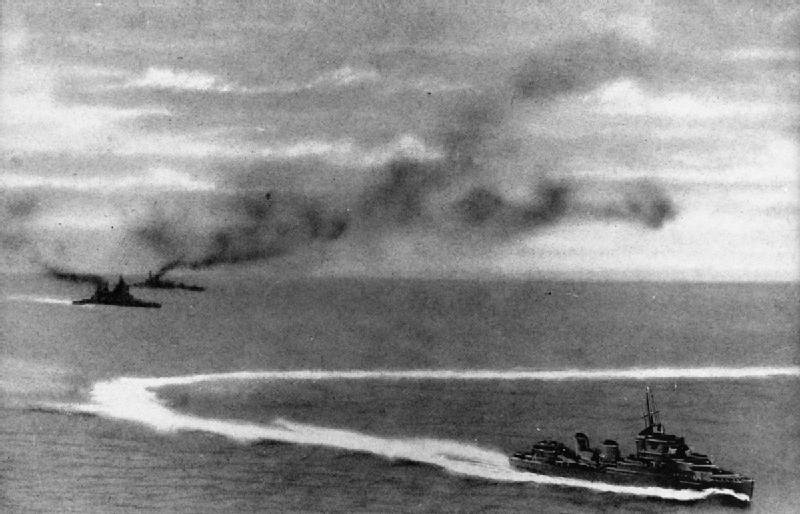
Potopení svazu Z

Za druhé světové války bojoval v norské kampani či pomáhal v boji proti německým korzárům. Kvůli rostoucímu napětí na Dálném východě byl Repulse společně s bitevní lodí HMS Prince of Wales odeslán do Singapuru, aby zde vytvořily svaz Z. Jeho přítomnost měla plnit odstrašovací úlohu vůči Japonsku. Po vypuknutí války obě lodě, doprovázené čtyřmi torpédoborci, vypluly ze Singapuru, aby napadly japonské invazní svazy směřující k Malajsii. Po cestě byly obě bitevní lodě napadeny a potopeny japonskými bombardéry.

## Vrak
Vrak lodi leží v hloubce 56 metrů přibližně na souřadnicích 3°33′36″ s. š., 104°28′42″ v. d. a jedná se o chráněné místo (Protected Place) pod ochranou Zákona o vojenských pozůstatcích z roku 1986 (Protection of Military Remains Act 1986) při příležitosti 60. výročí potopení lodě. Tato úroveň ochrany umožňuje potápění k vraku pod podmínkou, že vrak nebude narušen (pravidlo look, don't touch and don't penetrate, čili „podívat, nesahat a nevplouvat“).
V říjnu 2014 informoval The Telegraph, že vrak je nelegálně rozebírán sběrači kovů. Ti již ukradli všechny lodní šrouby z fosforového bronzu, hřídele a další součásti z bronzu, mědi a ocele.